# UMS de Loum
Union des Mouvements Sportifs de Loum w skrócie UMS de Loum – kameruński klub piłkarski grający w kameruńskiej pierwszej lidze, mający siedzibę w mieście Loum.

## Sukcesy
- Première Division[1]:
  - mistrzostwo (2): 2016, 2019.
- Puchar Kamerunu[2]:
  - zwycięstwo (1): 2015.

## Występy w afrykańskich pucharach
| Sezon     | Rozgrywki           | Runda   | Kraj                          | Klub              | Dom | Wyjazd | Dwumecz      |
| --------- | ------------------- | ------- | ----------------------------- | ----------------- | --- | ------ | ------------ |
| 2016      | Puchar Konfederacji | 1       | Gwinea Równikowa              | Deportivo Mongomo | 0–0 | 0–0    | 0–0 (k. 2–4) |
| 2016      | Puchar Konfederacji | 2       | Maroko                        | FUS Rabat         | 1–1 | 1–2    | 2–3          |
| 2017      | Liga Mistrzów       | wstępna | Kongo                         | AC Léopards       | 2–1 | 0–1    | 2–2          |
| 2018/2019 | Liga Mistrzów       | wstępna | Nigeria                       | Lobi Stars        | 1–0 | 0–2    | 1–2          |
| 2019/2020 | Liga Mistrzów       | wstępna | Demokratyczna Republika Konga | AS Vita Club      | 0–0 | 0–1    | 0–1          |

## Stadion
Domowe mecze klub rozgrywa na stadionie o nazwie Stade Municipal de Bertoua w Buéa, który może pomieścić 1000 widzów.

## Reprezentanci kraju grający w klubie
Stan na czerwiec 2023.
| - Paul Abouem - Clévis Ashu Tambe - Eric Alima Atangana - Gérard Bakindé - Thomas Bawak - Eric Djemba-Djemba - Cédric Djeugoué - Jean Efala - Raymond Fosso - Gérôme Heutchou - Nkesi Hosea - Jean Koa - Wilfried Mbougain | - Alfred Mfongang - Joseph Julien Momasso - Willy Namedji - Nesmen Ndemen - Brillant Nformi - Fabrice Ngah - Jacques Bertin Ngeumaleu - Grégoire Nkama - Paul Otia - Alphonse Tientcheu - Pierre Womé - Yassan Ouatching |